# Jasem Walied al-Mas
Jasem Walied al-Mas (* 5. Februar 1990) ist ein kuwaitischer Hürdenläufer, der sich auf die 400-Meter-Distanz spezialisiert hat.

## Sportliche Laufbahn
Erste Erfahrungen bei internationalen Meisterschaften sammelte Jasem Walied al-Mas im Jahr 2005, als er bei den Jugendweltmeisterschaften in Marrakesch mit der kuwaitischen Sprintstaffel (1000 Meter) mit 1:58,66 min im Vorlauf ausschied. 2008 schied er bei den Juniorenweltmeisterschaften in Bydgoszcz mit 53,05 s im Halbfinale über 400 m Hürden aus und 2010 belegte er bei den Westasienmeisterschaften in Aleppo in 51,70 s den fünften Platz. Im Jahr darauf gelangte er bei den Arabischen Meisterschaften in al-Ain mit 51,77 s auf Rang vier und anschließend wurde er auch bei den Panarabischen Spielen in Doha in 51,59 s Vierter. 2012 gewann er bei den Westasienmeisterschaften in Dubai die Bronzemedaille und 2014 klassierte er sich bei den Asienspielen in Incheon mit 50,80 s auf dem vierten Platz. Im Jahr darauf belegte er bei den Arabischen Meisterschaften in Manama in 51,20 s den fünften Platz, ehe er bei den Asienmeisterschaften in Wuhan im Finale disqualifiziert wurde. 2017 kam er bei den Asienmeisterschaften in Bhubaneswar mit 53,88 s nicht über den Vorlauf hinaus und anschließend wurde er bei den Arabischen Meisterschaften in Radés in 53,02 s Sechster. 2023 belegte er bei den Westasienmeisterschaften in Doha in 51,64 s den vierten Platz und gelangte dann bei den Arabischen Meisterschaften in Marrakesch mit 52,44 s auf Rang sieben. Daraufhin wurde er bei den Panarabischen Spielen in Algier mit 52,34 s Vierter.
2009 wurde al-Mas kuwaitischer Meister im 400-Meter-Hürdenlauf.

## Persönliche Bestzeiten
- 400 m Hürden: 50,50 s, 30. September 2014 in Incheon